# Погляди на реставрацію та охорону пам’яток теоретика мистецтва Джона Рескіна

## Джон Рескін як теоретик в мистецтві і реставрації.
У сучасному суспільстві постійно зростає увага до охорони і збереження пам'яток, які складають нашу культурну спадщину, що дозволяє вважати найважливішим завданням зберігання, консервацію і реставрацію колекцій.
Реставрація, подібно будь-якому іншому виду людської діяльності, не є незмінною системою принципів і методів, але має свій історичний розвиток і залежить від того, в ім'я чого зберігається і реставрується пам'ятник.
Спроби реставрації пам'яток архітектури відомі вже в античний період, проте в XVIII-XIX ст. вони зазвичай зводилися до простого ремонту або «відновлення» об'єкта.
Як самостійна дисципліна наукова реставрація пам'яток мистецтва зароджується в середині XIX. До цього моменту реставрація чи консервація старожитностей проводилася різними прийомами і без будь-якої систематизації цих робіт.
Широко визнано, що першими теоретиками в реставрації слід вважати Еммануеля Віолле-ле-Дюка (Emmanuel Viollet - le - Duc) і Джона Раскіна (JohnRuskin).
 Джон Рескін (також Рамскін, англ. JohnRuskin, 8 лютого 1819, Лондон - 20 січень 1900 Брентвуд) - англійський письменник, художник, теоретик мистецтва, літературний критик і поет, член Арундельского суспільства.
Рескін багато зробив для зміцнення позицій прерафаелітів, наприклад, в статті «прерафаелітізма» (англ. Pre-Raphaelitism, 1851), а також сильно вплинув на антибуржуазний пафос руху. 

Рескін також проголошував принцип «вірності Природі»: 
|  | «Не від того, що ми любимо свої творіння більше, ніж Його, ми цінуємо кольорові скла, а не світлі хмари ... І, виробляючи купелі і споруджуючи колони на честь Того ... ми уявляємо, що нам проститься ганебне нехтування до пагорбів і потоків, якими Він наділив наше житло - землю ». |

Як ідеал він висував середньовічне мистецтво і таких майстрів Раннього Відродження як:  Перуджино, Фра Анджеліко, Джованні Белліні.
Неприйняття механізації і стандартизації знайшло відображення в теорії архітектури Раскіна, акценті на значущості середньовічного готичного стилю. Рескін вихваляв готичний стиль за його прихильність до природи і природних форм, а також за прагнення ощасливити трудівника, яке він, як і прихильники «готичного відродження» на чолі з Вільямом Морісом бачив в готичній естетиці. Дев'ятнадцяте століття намагається відтворити деякі готичні форми (стрілчасті арки і т.п.), чого виявляється бракує для висловлення істинного готичного відчування, віри і органицизму. Готичний стиль втілює ті ж моральні цінності, що бачить Рескін в мистецтві, - цінності сили, твердості і натхнення.
Класична архітектура на противагу готичній, висловлює моральну беззмістовність, регресивну стандартизацію. Рескін пов'язує класичні цінності з сучасним розвитком, зокрема з деморалізаторскімі наслідками промислової революції, які відбиваються в таких феноменах архітектури, як Кришталевий палац. 
Питанням архітектури присвячено багато робіт Рескіна, однак найбільш виразно свої ідеї він відбив у нарисі «Єство Готики» («TheNatureofGothic») з другого тому «Каменів Венеції» (TheStonesofVenice) 1853 року, який вийшов в розпал бушування в Лондоні «Битви стилів». Крім апології готичного стилю, він виступав в ньому з критикою поділу праці і нерегульованого ринку, що відстоюються англійською політекономічною школою.
Рескін був лютим і послідовним противником серійного виробництва, навіть залізницею не користувався. Заводам і фабрикам він протиставляв первозданну природу і патріархальний уклад життя - за це його називають першим представником «зелених». На противагу «бездушному» конвеєру він звеличував старе ремесло, унікальні предмери побуту, зроблені вручну - пропагуючи свої ідеї, він навіть заснував громаду св. Георга, комуну з майстернями, організованими за прикладом середньовічних цехів. Він заперечував, як абсолютно надуманий поділ мистецтва на так зване чисте і декоративне, посилаючись на те, що велике творіння Мікеланжело в Сикстинській капелі є по суті декоративним розписом. У відродженні ремесел Рескін сподівався знайти альтернативу страхітливого фабричного виробництва, а також можливість підвищити естетичну цінність звичайних предметів побуту. Він закликав ремісників і архітекторів повернутися до природних форм, заперечуючи цінності вікторіанської культури.
Його найбільша заслуга в тому, що він першим заявив, що прототип і критерії краси можна знайти тільки в дикій природі, оскільки «тільки вона є нічим не спотвореною і не опоганеною». Він запропонував видавати премії землевласникам, що мають на своїй території землі природної витонченості. До Рескіна, в західній культурній традиції та естетиці, красивими вважалися тільки окультурені ландшафти. Дика природа ж естетичної цінності не мала. Такий підхід послаблював зусилля діячів природоохорони щодо захисту краси дикої природи. Рескін наважився порушити усталені традиції: 
|  | «Чисту любов до природи в мені завжди викликає дика природа, тобто місця абсолютно природні і, переважно, з жвавими річками або морем. Тут відчувається сила, і вільна, нічим не порушена влада природи ». «Все, що наближається до неї, прагне до краси, все, що віддаляється від неї, схиляється до неподобства!». |

Таким чином, за Рескіном, найкрасивішою природою є – дика природа. А зовсім інша справа, що людина не завжди в змозі оцінити цю красу.
|  | «Класи людей, які виросли серед природи, далеко від міст, ніколи не розуміють краси пейзажу. Краса тварин більш доступна їм, та й то не цілком. Чи не краса тваринного, а визнання його корисності зрозумілі селянинові (...). Тільки розвинені люди можуть бачити красу пейзажу: тільки музикою, літературою і живописом дається розвиток ». |

Рескін високо оцінював художню нерозчленованість архітектури, образотворчого мистецтва та предметного середовища середньовіччя. Цією нерозчленованістю надихалися англійські прерафаеліти, яким Рескин присвятив кілька спеціальних робіт. Але подальший поділ праці на елітарно- творчий і некваліфікований, чисто виконавчий, на думку Рескіна, призвів  до незворотних і сумних наслідків. У книзі "Камені Венеції" він писав: "Людей можна бити, прикувати в ланцюзі, мучити, надягати на них ярмо, як на худобу, знищувати, як літніх мух, але все-таки в одному, в кращому сенсі, вони залишаються вільними. Вбивати ж їх душу, витісуючи безформні, гниючі поліна зі стовбурів їх людського розуму, звертати ... плоть і кров в прості ремені для зв'язування машин - ось справжнє рабовласництво ".
Там же він аналізував різницю між науковим пізнанням і художнім розумінням життя: наука розглядає відношення речей і явищ між собою, а мистецтво ставить речі в відношення до людини, визначає, що вони значать для людини.
Виступаючи проти буржуазної дійсності, Рескін весь час підкреслював потворність контрастів багатства і бідності, індустріалізації міст та закинутість сільських місць, згубного зростання нового предметного середовища і збідніння природи. Він боровся не техніки як такої, а виправдання супутніх їй незручностей і позбавлень, які набагато випередили  в цій полеміці свій час. 
Машину вони піддавали критиці, оскільки вона витіснила здорове фізичне навантаження, майстерність рук і очей, необхідних для досконалості будь-якої роботи. Машина може бути лише помічником людини. Інженери, створюючи двигуни, повинні спиратися на природні і постійно поповнювані сили природи, такі, як вітер і вода, а не на парові машини, що вимагають величезної, жахливої за своїми наслідками витрати палива, що спотворюють міста відвалами шлаків, які ніколи не стануть природним включенням в природу. Однак, Рескін вважав, що в майбутньому, з масовим використанням електрики, все може змінитися.

## Погляди Джона Рескіна на реставрацію та охорону пам'яток
Особливе місце в поглядах і роботах Раскіна зайняла охорона пам'яток культури. Він закликав до охорони пам'яток в найширшому сенсі, куди включав і фрески, і картини, і барельєфи, і значну історичну або художню споруду, в тому числі значне історичне місто. У літературних працях він звертався до емоцій і совісті читача, нагадував про відповідальність перед майбутніми поколіннями: "... феодальні і монастирські будівлі Європи зараз зникають як сни. Важко уявити, якою сумішшю заздрості і презирства на нас будуть дивитися нові покоління. Адже ми володіли цими скарбами і нічого не зробили, щоб зберегти їх або хоча б відтворити на полотні. "Рескін дивиться на архітектуру не очима естета, а очима проповідника-мораліста, що часто розглядається як недолік. Йому була важливіше моральність і життєва достовірність мистецтва, а співвіднести їх з формою аж ніяк не просто. Як сполучною ланкою між цими категоріями можна використовувати категорію «сенсу». 
Рескін шукав не історичних і не вічних, зразкових форм - він шукав осмислені форми. Але тоді може здатися, що він  - функціоналіст і конструктивіст, що бачить в формах цей практичний і технічний сенс. Але Рескін, хоча безумовно зробив вплив на становлення функціоналізму і конструктивізму - сам не був ні функціоналістом, ні конструктивістом. Конструктивні та функціональні мотиви були для нього тільки подробицями, за якими ховається мораль. Бо і функціоналізм і конструктивізм оперують в основному абстрактними відносинами між функцією, конструкцією і формою. Рескін же мислив ці відносини як атрибути людського вчинку і людської цінності. Сенс для Рескіна був сенсом людського життя, який лише частково міг виражатися свідомістю функціональних і конструктивних форм. Він не просто розширював поняття сенсу (функції) до людських відносин, а й бачив втілення цих відносин в ідеалізованому уявленні про мораль сімейного життя (батьки, діти, природа у вигляді присадибного садка) і творчої відданості улюбленій справі, будівництва, ліпленню і живопису. Його ідеал - незалежність творця від диктату моди і всього загальноприйнятого. Саме тому, можливо, для Раскіна настільки важлива категорія «пам'яті». Його «пам'ять» це не стільки пам'ять роду і традиції, скільки індивідуальна пам'ять, пам'ять дитинства, яка пов'язує все в людському досвіді і виступає фундаментальною основою будь-якої символізації.
В архітектурі Рескін бачив один із засобів людського спілкування, того, яке робить людину громадянином, а суспільство - людяним.
Але так зрозумілий сенс не може ні транслюватися, ні тиражуватися - він не пристосований до масової технології і промислового виробництва, так само як і до стилю. Стиль в найпростішому і широкому його розумінні є все-таки тиражуванням нормативного зразка, а сенс індивідуальної комунікації ніяк в норму не вкладається. Сенс є парадоксальна норма ненормативної (зате осмисленої) поведінки.
Обгрунтовуючи свій ряд принципів, Рескін проводить паралель в області хімії і мінерології. Кожній мінерал, - каже він, - має якийсь зовнішній характерний вигляд: колір, блиск, кристалічну структуру. Але справжня його природа зумовлена його хімічною будовою, зв'язком атомів в його молекулах. І ось, виділені їм шість принципів або властивостей готики, він схильний ототожнювати з такими атомами, а вже зовнішній вигляд, форму із зовнішніми властивостями готики.

## Висновок
Відомий англійський письменник, теоретик мистецтва, філософ, художник, один з лідерів руху «Мистецтва і ремесла», що зробив істотний вплив на культурне життя Англії другої половини 19 ст.
Основні погляди на мистецтво і архітектуру можна викласти в кількох тезах:
•	Не визнавав продукцію масового виробництва;
•	Закликав повернутися до ремесел, як альтернативного  фабричного виробництва і можливості підвищити естетичну цінність предметів побуту;
•	Закликав повернутися до природних форм;
•	Заперечував поділ мистецтва на, так зване, чисте і декоративне.
Рескін - критик, він дає зразок розвиненої і надзвичайно артикульованої критики, яка в подальшому розвитку сучасного зодчества тільки згасла. Роль і місце критики втратили визначеність і функціональний сенс. Критику стали ототожнювати з архітектурною публіцистикою, яка не може мати строгих теоретичних постулатів і спокійно вироджується в вітально-путеводійський жанр.
Рескіну було властиво широке культурологічне прочитання явищ мистецтва, взятих в контексті всієї матеріальної культури. Він, наприклад, доводив, що пам'ятники архітектури минулого можуть розглядатися не тільки як шедеври мистецтва і не тільки як історичні свідчення, а й як вираз естетичних поглядів народу. Зараз це не викликає сумнівів, але Рескіну доводилося підкреслювати, що читати будівлю можна так само, як ми читаємо Мільтона або Данте, і отримувати таке ж задоволення від споглядання каменів, як і від віршованих строф.